# Plikatin A
Plikatin A je hidroksicinaminska kiselina prisutna u Psoralea plicata.